# Plectorhinchus macrospilus
Plectorhinchus macrospilus är en fiskart som beskrevs av Ukkrit Satapoomin och Randall 2000. Plectorhinchus macrospilus ingår i släktet Plectorhinchus och familjen Haemulidae. Inga underarter finns listade i Catalogue of Life.